# Villanuova sul Clisi

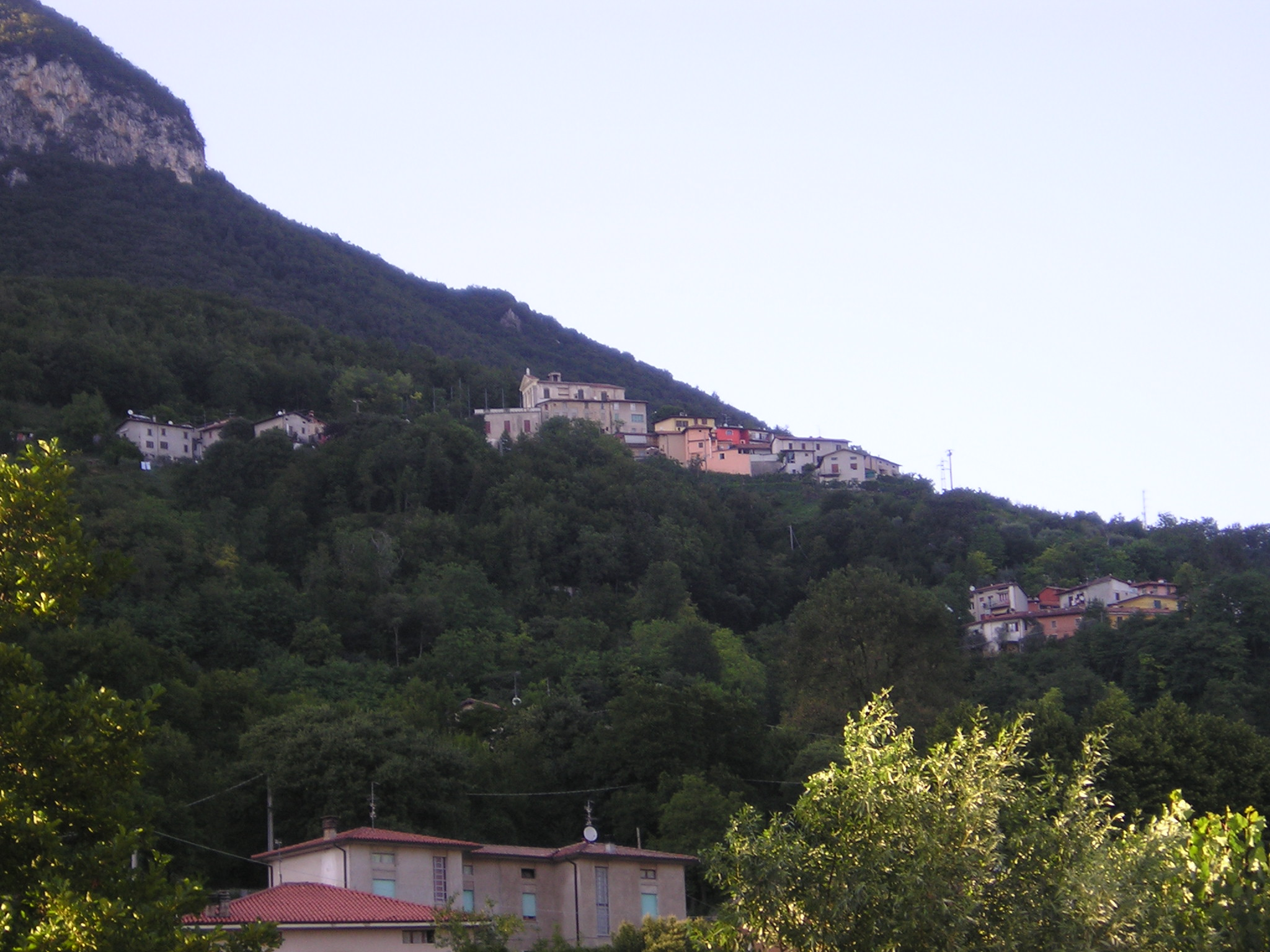
Villanuova sul Clisi

Villanuova sul Clisi ist eine norditalienische Gemeinde (comune) mit 5856 Einwohnern (Stand 31. Dezember 2023) im Val Sabbia der Provinz Brescia in der Lombardei. Die Gemeinde liegt etwa 19 Kilometer nordöstlich von Brescia am Chiese. Zum Gardasee sind es 4,5 Kilometer in östlicher Richtung.

## Verkehr
Die Gemeinde liegt an der Strada Statale 45 bis Gardesana Occidentale, die dann am Westufer des Gardasees entlangführt. Der Bahnhof von Villanuova sul Clisi ist mit der Stilllegung der Bahnstrecke von Rezzato nach Vobarno 1968 geschlossen worden.

## Gemeindepartnerschaft
- Trébeurden, Département Côtes-d’Armor, Frankreich